# Raquel Payá
Raquel María Payá Ibars (Fuente la Higuera, Valencia, 14 de mayo de 1918 - Valencia, 12 de junio de 1972) fue una doctora en pedagogía española.

## Biografía
Cursó Magisterio en la Escuela Normal de Valencia, y formó parte del Plan Profesional (1934-1938). Fue discípula de Carmen García de Castro, Angelina Carnicer, María Villén, Concepción Tarazaga y Julio Cosin, profesores normalistas en vanguardia pedagógica, siendo formada así en la metodología de la Escuela Nueva. Esta pedagoga, consagró su tarea profesional como «maestra de maestras» a la reforma pedagógica en todos los ámbitos de la educación y, especialmente, en el área de la infancia y la juventud inadaptadas.
El 1955, cuando era profesora a la Escuela de Magisterio de Valladolid, realizó una exposición a la XXIV Semana de Educación Nacional.
El 1962, siendo profesora de pedagogía de la Escuela de Magisterio de Madrid, realizó una ponencia con el título Cómo alcanzar la plenitud humana en el aspecto mental en Tarragona en el Instituto Nacional de Enseñanza Media Antonio Martí Francas, dentro de un ciclo de conferencias.
El 1965, siendo profesora de la Escuela de Magisterio de Valencia, realizó una charla en Gerona en la escuela de Magisterio. También, en Barcelona participó al VII Congreso Cinematográfico Internacional con la ponencia Televisión, instrumento educativo. En la década 1960-1970 impartió la asignatura de Pedagogía y Didáctica Especial a varias promociones de Profesores de Pedagogía Terapéutica (EE) de la Escuela Normal del Magisterio (Universidad de Valencia) y desarrolló una intensa actividad conferenciante en numerosos centros de la Comunidad Valenciana.
En la ciudad de Valencia, en el barrio En Corts, distrito Cuatro Calles, de la junta de Russafa, desde el 1980, tiene dedicada una plaza, llamada Plaza Raquel Payà (Pedagoga). En Fuente la Figuera se le ha dedicado una Travesía. En Dénia hay un Centro de Educación Especial Comarcal que lleva su nombre. En la ciudad de Valencia hay un Colegio Archivado el 2 de abril de 2015 en Wayback Machine. de educación infantil y priMaría con su nombre. Estaba casada con el pintor valenciano Juan Enrique Pastor de Velasco. Era hija de la maestra y escritora de Dénia Ana María Ibars Ibars.
Por el decreto 234/2007, de 7 de diciembre, del Consejo, se crean los Premios Raquel Payá, de la Generalitat, que se otorgan desde el año 2008, para reconocer y premiar públicamente los menores que se encuentran cumpliendo medidas judiciales para su reeducación y reinserción social. El Ayuntamiento de Valencia otorgó el premio "Raquel Payà" de 1988 de ayuda a la Investigación educativa al Catedrático de la Universitat de València Javier García Gómez.

## Obras
- Best, J.W.. Cómo investigar en educación. Morata, 1967. «Introducción a la versión castellana María-Raquel Payà Ibars»
- Servicios sociales a la infancia inadaptada. Revista de educación (Madrid), ISSN 0034-8082, Nº. 135, 1961, pags. 7 - 11
- Interferencias entre afectividad y aprendizaje. Revista de educación (Madrid), ISSN 0034-8082, Nº 127, pags. 28 - 31
- La realidad del hijo. Escuela Española, Año XIV, núm. 687, 8 de abril de 1954, pág. 199
- PAYÁ IBARS, María Raquel; (1960), Objetivos, organización y métodos de la educación de adultos, Bolaños y Aguilar, Madrid
- PAYÁ IBARS, María Raquel; (1960), Mentiras del niño, mentiras al niño y educación en la verdad, Gráf. F. Martínez, Madrid
- PAYÁ IBARS, María Raquel; (1961), El Servicio Social y la inadaptación de la infancia y de la juventud, Dirección General de Sanidad : Servicios de Protección Maternal @e Infantil, Ministerio de la Gobernación, Madrid
- PAYÁ IBARS, María Raquel; (1968), Cada día: Geografía @e Historia : quinto curso, Hijos de Santiago Rodríguez, Burgos